# 大話西遊之緣起
《大話西遊之緣起》是一部2022年中國大陆网络电影，由董伟编剧并执导，吴昊宸、马心瑞领衔主演，九孔、毕雪、杨凯迪主演，吴孟达等特别主演。2020年11月14日在横店开机，同年12月8日在宁夏镇北堡西部影城杀青，2022年2月11日腾讯视频全网播放。

## 角色
| 演員   | 角色     |
| 吴昊宸 | 至尊宝   |
| 马心瑞 | 紫霞     |
| 吳孟達 | 达叔     |
| 九孔   | 苏摩仙师 |
| 毕雪   | 青霞     |
| 杨凯迪 | 蓉蓉     |
| 郑冀峰 | 牛员外   |
| 杨能   | 棋手     |
| 袁祥仁 | 乞丐     |
| 张美娥 | 老鸨     |

## 电影歌曲
| 曲序 | 曲目               |        | 作曲   | 演唱     |
| ---- | ------------------ | ------ | ------ | -------- |
| 1.   | 祈缘（主题曲）     | 雷娜   | 白鸟   | 雷娜     |
| 2.   | 一生所爱（推广曲） | 唐书琛 | 卢冠廷 | 亮声open |

## 收视
2022年2月，腾讯视频网络平台上线18天后，有效观影人次达215万，分账票房862万元。

## 外部連結
- 豆瓣电影上《大話西遊之緣起》的資料 （简体中文）